# 第6SS装甲軍
第6SS装甲軍（6. SS-Panzerarmee）は、ドイツ国防軍の軍。
第6装甲軍（6. Panzerarmee）として設立。1945年4月2日にドイツ国防軍から武装親衛隊へ移管され、第6SS装甲軍となった。

## 沿革
第6SS装甲軍は1944年9月に第6装甲軍として編成された。司令官にはヨーゼフ（ゼップ）・ディートリヒSS上級大将が就任し、装甲軍は西部戦線のB軍集団所属となって「ラインの守り」作戦の準備に入った。だが、装甲軍に所属する4個の装甲師団の状態は良好では無かった。これらの師団はノルマンディーの戦いからフランス撤退まで戦い続けており、戦力は低下していた。再編成が成されてはいたが、その内容は苦しいものであり、戦車はIV号戦車とパンター戦車混成で1個大隊を編成、重戦車大隊や駆逐戦車大隊を師団に編入して2個目の大隊としている状態だった（ドイツの1個装甲師団には連隊所属で2個戦車大隊を編成）また兵の補充も90％行われたとされたが、中には6週間の訓練しか受けていない兵も多く、空軍や海軍から2000名もの“補充”を受けた師団もあった。さらに兵士以上に指揮官の不足も深刻であり、質量共に戦力は高いとは言えなかった。

### 「ラインの守り」作戦
1944年12月16日早朝。西部戦線におけるドイツ軍の反撃である「ラインの守り」作戦は始まった。第6SS装甲軍は攻勢の中核となり、ヨアヒム・パイパーSS中佐指揮のパイパー戦闘団を尖兵としてアントウェルペンを目指して進撃を開始した。だが、作戦は最初の一歩でつまづいた。国民擲弾兵師団と降下猟兵師団が米軍の戦線を破り、その後パイパー戦闘団を先頭に装甲師団が進撃する計画だったが、米軍の立ち直りが早く、戦線突破が出来なかったのである。パイパー戦闘団は進撃路を変更し、米第99歩兵師団を撃退して戦線の突破に成功した。その後パイパー戦闘団は進撃が遅れる他の部隊を尻目に地雷原を強引に突破してまで最先頭を進んだ。しかし、米軍は橋を爆破してその進撃を阻み、燃料集積所にある14万ガロンの燃料を燃やして戦闘団に利用されることを防いだ。こうした米軍の行動によって、パイパー戦闘団の進撃は止められてしまった。
その後、パイパー戦闘団は23日に後退するまでストゥモンとラ・グレーの森で米軍の攻撃に耐えた。第6SS装甲師団の主力は19日にミューズ川への突破を図って攻撃を開始したが、米軍第3機甲師団と第7機甲師団・第82空挺師団がこれを阻み、第6SS装甲軍の攻勢はここで頓挫した。作戦全般を指揮するB軍集団司令部は攻勢の主力を第5装甲軍に移したが、バストーニュで苦戦したため第6SS装甲軍から第2SS師団以外の3個装甲師団を援軍として送った。しかし、結局バストーニュは陥落せず、米軍の救援部隊の到着や天候の回復による連合国空軍の出現によって、「ラインの守り」作戦自体が失敗に終わったのである。

### 「春の目覚め」作戦と終焉
「ラインの守り」作戦が失敗に終わり、アルデンヌから撤退した第6SS装甲軍は再び戦力を消耗していた。第1SS装甲師団と第12SS装甲師団は海軍の兵士を含めた補充兵で兵員を9割（1万9000名）・装甲車輌は5割（90両）にまで回復はしたものの、自走榴弾砲が2門しかない師団があるといった状況であった。この時期、SS最高指導者であるハインリヒ・ヒムラーの権力で優先的に装備や兵員を得る事が出来た武装SSであっても、充分な戦力回復は望めなくなっていたのである。
だが、それでもSS第1装甲軍団は1945年2月にハンガリーでのソ連軍橋頭堡を攻撃する「南風」作戦に参加し、ソ連軍を撃退する事に成功した。東西から連合軍が迫り、ドイツ本国が危機に立たされた中で、ヒトラーはハンガリーにある小規模な油田保持の為にハンガリーで攻勢をかける事を決めた。「春の目覚め」作戦である。第6SS装甲軍は作戦前の偽装工作として各部隊に補充部隊や訓練部隊と言う偽の名称を付け、ハンガリーへ向かった。
春の目覚め作戦は3月6日から始まった。しかし雪解けの泥によって戦車や車輌の移動速度が鈍ったこと、ソ連軍も動きを察知して防御を固めていたことから、ドイツ軍の進撃は遅々として進まず、9日後の15日には幅50キロ、縦深300キロを確保した時点で作戦を中断した。こうしてドイツ最後の大規模攻勢は失敗した。ヒトラーはこの失敗に激怒して、第1SS装甲師団「ライプシュタンダルテ・SS・アドルフ・ヒトラー」の兵士から軍服の左袖の袖腕章を取り外せと命じているが、ディートリヒは取り合わなかったという。
第6SS装甲軍はハンガリーから撤退し、オーストリアで防戦を展開しつつ西へ向かった。5月8日から所属師団が米軍に降伏し、翌9日には創設から司令官を務めたディートリヒが米軍に降伏し、第6SS装甲軍はその歴史に幕を下ろしたのである。

## 編制

### 「ラインの守り」作戦時の編成
- 第1SS装甲軍団
  - 第1SS装甲師団
  - 第12SS装甲師団
  - 第3降下猟兵師団
  - 第12国民擲弾兵師団
  - 第277国民擲弾兵師団
- 第2SS装甲軍団
  - 第2SS装甲師団
  - 第9SS装甲師団

### 「春の目覚め」作戦時の編成
- 第1SS装甲軍団
  - 第1SS装甲師団
  - 第12SS装甲師団
- 第2SS装甲軍団
  - 第2SS装甲師団
  - 第9SS装甲師団
  - 第23装甲師団（英語版）
  - 第44帝国擲弾兵師団（英語版）
  - 第102SS重戦車大隊
- 第4SS装甲軍団
  - 第3SS装甲師団
  - 第5SS装甲師団